# Nannocandona faba
Nannocandona faba är en art av musselkräftor som beskrevs första gången av Erik Leonard Ekman 1914. Musseökräftan vars skal endast blir 0,4 millimeter långt har sedan påträffats på fem lokaler i Centraleuropa och en lokal på Balkan. Vid arkeologiska undersökningar har skal av arten även påträffats i vallgraven vid Halmstads slott.